# 永平寺町立志比南小学校

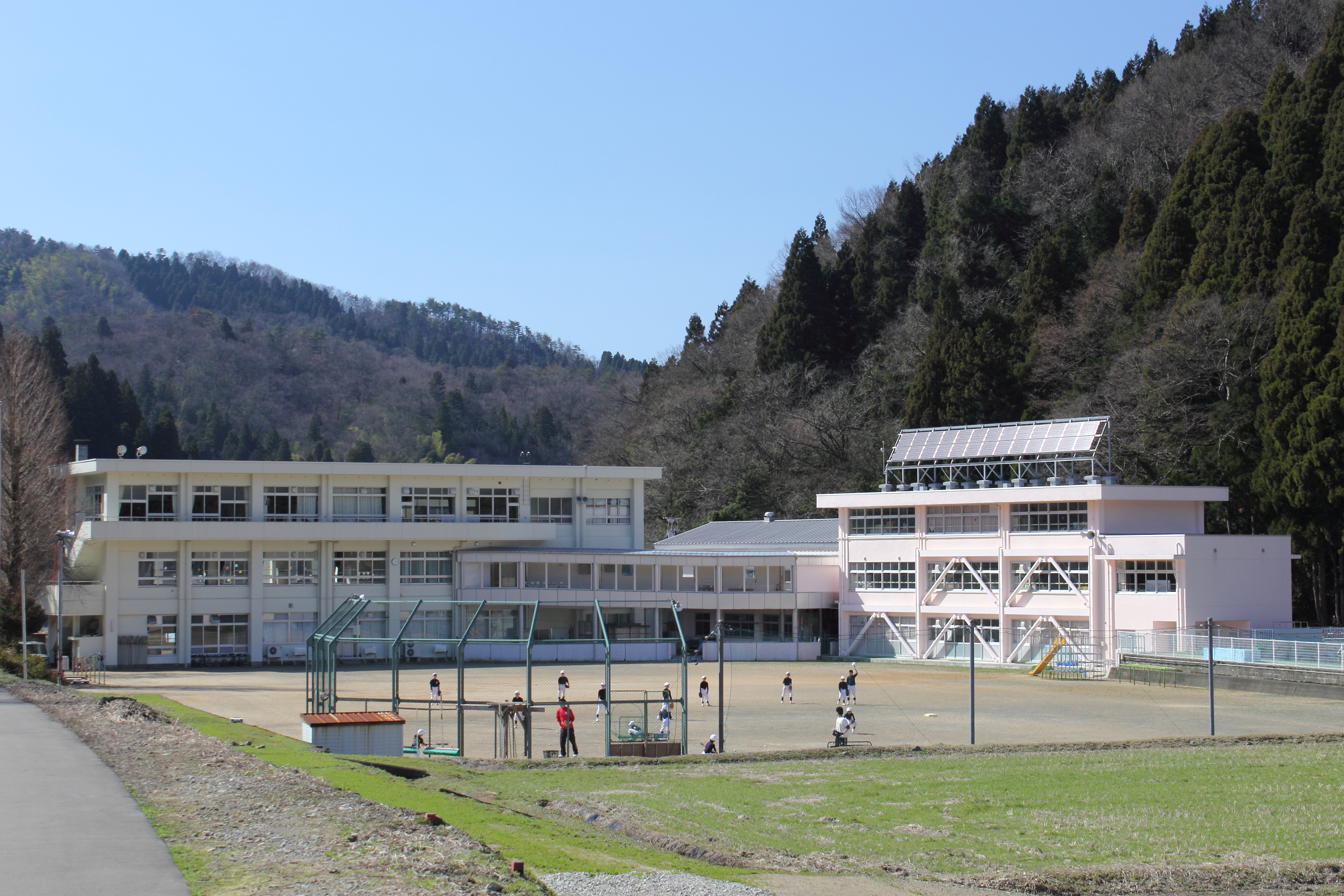
運動場側より

永平寺町立志比南小学校（えいへいじちょうりつ しひみなみしょうがっこう）は、福井県永平寺町市野々にある公立小学校。

## 通学区域
志比・荒谷・市野々・京善・寺本・諏訪問・けやき台

## 進学先中学校
- 永平寺町立永平寺中学校

## 学区 / 校区内の主な施設
- 永平寺

## 交通
- えちぜん鉄道永平寺口駅から徒歩約40分
- 京福バス (永平寺ライナー) 南校前下車 105m
- 京福バス (永平寺・東尋坊線87) 南校前（永平寺）下車 105m